# تاكشيور شينياما
تاكشيور شينياما (بالإنجليزية: Takesure Chinyama)‏ (30 سبتمبر 1982 بهراري في زيمبابوي - ) هو لاعب كرة قدم زيمبابوي في مركز الهجوم. شارك مع منتخب زيمبابوي لكرة القدم. أما مع النوادي، فقد لعب مع أورلاندو بيراتس وليغيا وارسو ونادي ديناموز ودايسكوبوليا غرودجيسك ويلكوبولسكي وMonomotapa United F.C. ‏ وHwange Colliery F.C. ‏ وبلاتينيوم ستارز ‏.

## وصلات خارجية
- تاكشيور شينياما على موقع الاتحاد الدولي (مؤرشف)  (الإنجليزية)
- تاكشيور شينياما على موقع قاعدة بيانات كرة القدم.إي يو (الإنجليزية)
- تاكشيور شينياما على موقع ناشيونال فوتبول تيمز (الإنجليزية)
- تاكشيور شينياما على موقع Soccerway.com (الإنجليزية)